# Un jour d’eté
Un jour d’eté (fr. Pierwszy dzień lata) – debiutancki album francuskiej wokalistki Amel Bent, który ukazał się w 2004 roku.

## Lista utworów
1. Je suis
2. Ma philosophie
3. Le temps passe
4. Le Droit à l’erreur
5. Mes racines
6. Ne retiens pas tes larmes
7. Pardonnez-moi
8. J’attends
9. Quand elle chante
10. Auprès Des Miens
11. Partis trop tôt
12. Je me sens vivre
13. Ne retiens pas tes larmes – (Piano-Voix)